# Departamento judicial de San Nicolás

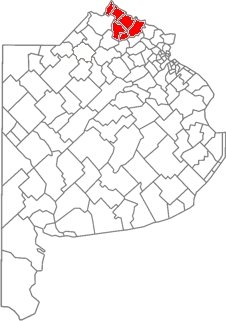
Departamento judicial de San Nicolás.

El Departamento judicial de San Nicolás es uno de los 18 departamentos judiciales en los que está dividida la Provincia de Buenos Aires, Argentina.
Abarca el territorio de los partidos de Arrecifes, Baradero, Capitán Sarmiento, San Nicolás, San Pedro y Ramallo, en un área de 329,038 habitantes (Indec, 2010).
En ella intervienen los Fuero Penal, Fuero de Familia, Fuero Civil, Fuero de Menores y Fuero Laboral.
El edificio central del palacio de tribunales se encuentra en la calle Guardias Nacionales 47 de la ciudad de San Nicolás de los Arroyos. Cuenta con las siguientes oficinas:
- Cámara de apelación en lo civil y comercial
- Cámara de apelación y garantías en lo penal
- Fiscalía General
- Defensoría General
- Juzgado Civil y Comercial N° 1
- Juzgado Civil y Comercial N° 2
- Juzgado Civil y Comercial N° 3
- Juzgado Civil y Comercial N° 4
- Juzgado Civil y Comercial N° 5
- Juzgado Civil y Comercial N° 6
- Tribunal colegiado de instancia única del fuero de familia
- Tribunal en lo criminal
- Juzgado de garantías N° 1
- Juzgado de garantías N° 2
- Juzgado de ejecución
- Juzgado en lo correccional N° 1
- Juzgado en lo correccional N° 2
- Juzgado en lo correccional N° 3
- Juzgado de transición N° 1
- Juzgado de transición N° 2
- Tribunales de menores
- Archivo
- Registro público de comercio
- Receptoría general de expedientes
- Oficina de asesoría pericial departamental
- Oficina de Mandamientos y Notificaciones
- Intendencia
- Biblioteca
- Delegación de mantenimiento
- Delegación de administración
- Delegación de informática

Además:
- Juzgado de Paz de Arrecifes
- Juzgado de Paz de Baradero
- Juzgado de Paz de Capitán Sarmiento
- Juzgado de Paz de San Pedro
- Juzgado de Paz de Ramallo